# Сан Бернардино, Ранчо (Зилтлалтепек де Тринидад Санчез Сантос)
Сан Бернардино, Ранчо (шп. San Bernardino, Rancho) насеље је у Мексику у савезној држави Тласкала у општини Зилтлалтепек де Тринидад Санчез Сантос. Насеље се налази на надморској висини од 2620 м.

## Становништво
Према подацима из 2010. године у насељу су живела 4 становника.

### Хронологија
| Година       | 2010 |
| ------------ | ---- |
| Становништво | 4    |

### Попис
| # | Индикатор                     | Вредност |
| - | ----------------------------- | -------- |
| 1 | Укупно домаћинстава           | 4        |
| 2 | Укупно насељених домаћинстава | 2        |
| 3 | Величина локације             | 1        |